# 1989 WU
1989 WU är en asteroid i huvudbältet som upptäcktes den 20 november 1989 av Nihondaira-observatoriet i Japan.
Asteroiden har en diameter på ungefär 4 kilometer.